# Atlas Games
Altas Games – amerykańskie przedsiębiorstwo zajmujące się wydawaniem i dystrybucją gier planszowych bądź karcianych.